# Rikubetsu
Rikubetsu (jap. 陸別町 Rikubetsu-chō) – miasto w Japonii, w prefekturze Hokkaido, w podprefekturze Tokachi. Według danych na rok 2020 miejscowość zamieszkiwało 2 264 mieszkańców , a gęstość zaludnienia wyniosła 3,7 os./km².